# Malacoraja obscura
Malacoraja obscura  (лат.) — вид хрящевых рыб семейства ромбовых скатов отряда скатообразных. Обитают в умеренных водах юго-западной Атлантики. Встречаются на глубине до 1105 м. Их крупные, уплощённые грудные плавники образуют диск в виде ромба. Максимальная зарегистрированная длина 68 см. Откладывают яйца. Не являются объектом целевого промысла.

## Таксономия
Впервые вид был научно описан в 2005 году. Видовой эпитет происходит от лат. obscurus — «тёмный». Голотип представляет собой половозрелую самку длиной 68 см, пойманную у берегов Бразилии на глубине 808 м (19°39′ ю. ш. 38°38′ з. д.). Паратипы: неполовозрелые самцы длиной 29,5—50,5 см и самка длиной  и 25,1 см, пойманные там же. Вид известен по 5 экземплярам.

## Ареал
Эти батидемерсальные скаты обитают в Атлантическом океане у берегов Бразилии. Встречаются на материковом склоне на глубине 808—1105 м.

## Описание
Широкие и плоские грудные плавники этих скатов образуют ромбический диск с треугольным рылом и закруглёнными краями. На вентральной стороне диска расположены 5 жаберных щелей, ноздри и рот. На тонком хвосте имеются латеральные складки. У этих скатов 2 редуцированных спинных плавника и редуцированный хвостовой плавник. Максимальная длина оценивается в 68 см.

## Взаимодействие с человеком
Эти скаты не являются объектом целевого промысла. Потенциально могут попадаться в качестве прилова. Данных для оценки Международным союзом охраны природы охранного статуса вида недостаточно.